# Patricia Schonstein
Patricia Schonstein, (Rhodèsia del Sud, ara Zimbàbue, 1952), que també escriu amb el nom de Patricia Schonstein-Pinnock, és una novel·lista, poeta, autora de literatura juvenil i editora d'antologies sudafricana-italiana. Schonstein, que en les seves novel·les fa servir, de forma variada, els gèneres de realisme màgic, metaficció i ficció narrativa, és famosa per novel·les com Skyline i A Time of Angels.
Les novel·les de Schonstein s'inspiren profundament en les seves experiències personals fruit d'haver crescut a l'Àfrica Central i en esdeveniments històrics relacionats amb la Inquisició, l'Holocaust, la guerra de Rhodèsia i l'Apartheid. En les seves obres rendeix tribut a les víctimes de guerra infantils a l'Àfrica i als refugiats, entreteixint realitats crues amb elements mitològics i màgics. Té un títol de màster en literatura creativa per la Universitat de Ciutat de Cap, supervisat per J. M. Coetzee.
La seva novel·la de debut, Skyline, fou finalista de premi de literatura South African Sunday Times del 2001; va presentar-se al Premi Internacional de Literatura IMPAC de Dublín; va guanyar el Percy FitzPatrick Award del 2002 i va guanyar el Prix du Marais francès.

## Obra
Novel·les
- Skyline, 2000
- A Time of Angels, 2003[3]
- The Apothecary's Daughter, 2004
- A Quilt of Dreams, 2006
- The Master's Ruse, 2008
- Banquet at Brabazan, 2010

Literatura infantil
- Sing, Africa! Poems and Song for Young Children, 1990
- Thobileʼs dream, 1991
- Thobile and the Tortoises, 1992
- The King Who Loved Birds, 1992
- Maggie, Mango & Scottie – An Adventure in Africa, 2016
- Ouma's Autumn, 1993
- Saturday in Africa : Living History Through Poetry, 1996

Poesia
- The Unknown Child: Poems of War, Loss and Longing
- A Gathering of Madonnas, and Other Poems, 2001

No ficció
- Xhosa: a Cultural Grammar for Beginners, 1994

Edició d'antologies
- Africa! My Africa! An Anthology of Poems
- Africa Ablaze! Poems & Prose Pieces of War & Civil Conflict
- Heart of Africa! Poems of Love, Loss and Longing
- McGregor Poetry Festival 2013 Anthology
- McGregor Poetry Festival 2014 Anthology
- McGregor Poetry Festival 2015 Anthology
- McGregor Poetry Festival 2016 Anthology